# علف بادبزنی دریایی
علف بادبزنی دریایی (نام علمی: Halophila) نام یک سرده از تیره تخت‌قورباغه‌ایان است.